# Herb Dobrego
Herb Dobrego – jeden z symboli miasta i gminy Dobre  w postaci herbu.

## Wygląd i symbolika
Herb przedstawia w polu srebrnym przednią połowę szarżującego czarnego dzika z potężnymi szablami (kłami) barwy srebrnej.
Symbolika herbu nawiązuje do legendy o grasującym ogromny dziku na terenie dawnego miasta Dobre.

## Historia
Legenda głosi, że kilkaset lat temu na terenie dawnego miasta Dobre grasował ogromny dzik. Był wielki, miał błyszczącą, czarną sierść, ogromne kły i groźne spojrzenie. Niszczył uprawy, straszył inne zwierzęta, a także atakował ludzi. Bali się go wszyscy, nawet Ci najwięksi i najodważniejsi. Dzik straszył ludzi z Dobrego przez lata i kiedy wszyscy stracili już nadzieję, że znajdzie się śmiałek, który go pokona, do Dobrego przybył książę Mazowsza i upolował ogromne zwierzę. Radości mieszkańców nie było końca – w Dobrem wyprawiono wielkie przyjęcie na jego cześć, a niektórzy twierdzą, że otrzymał rękę najpiękniejszej panny w Dobrem. Strasznego dzika zaś umieszczono w herbie Dobrego.
Herb gminy został ustanowiony 26 kwietnia 2001 r. na Sesji Rady Gminy Dobre.